# Нгоклак (город)
Нгоклак (вьет. Ngọc Lặc) — город во Вьетнаме, в провинции Тханьхоа. Центр уезда Нгоклак.

## География
Город Нгоклак граничит:
- на востоке — с общинами Нгокльен и Нгокшон.
- на западе — с общиной Митан.
- на юге — с общинами Каонгок и Миньшон.
- на севере — с общинами Куангчунг и Тхюишон.

Площадь города — 35,13 км². Население в 2018 году составляло 22 364 человека, плотность населения — 637 чел/км².
Национальное шоссе 15 и дорога Хо Ши Мина — две основные транспортные магистрали города.

## Административное деление
Город Нгоклак разделен на 24 района: 1 (Нгоккхе), 1 (Куангчунг), Каонгуен, Каофонг, Каотхыонг, Каосуан, Хашон, Хынгшон, Лезуан, Лединьтинь, Лехоан, Лелай, Лелой, Летханьтонг, Нгуензу, Нгуенчай, Нгокминь, Нгокшон, Куангхынг, Тантхань, Чан, Чанфу, Ванхоа, Суаншон.

## История
Большая часть нынешнего города Нгоклак раньше была общиной Нгоккхе в уезде Нгоклак. Община Нгоккхе была создана 25 июня 1963 года на основе выделения части территории и населения общины Каокхе.
3 июня 1988 года Совет Министров издал Постановление 99-HĐBT, которым 192 га территории и 4 538 жителей общины Нгоккхе были выделены в город Нгоклак. После изменения административных границ община Нгоккхе имела 2 762,1 га территории и 7 215 человек населения.
15 марта 2017 г. Министерство строительства издало Решение 136/QĐ-BXD о расширении города за счёт общин Миньшон, Нгоккхе, Нгокльен, Куангчунг, Тхюишон, и присвоении ему 4 категории по классификации городов.
К 2018 году город Нгоклак имел площадь 1,73 км², население 8 323 человека, плотность населения 4 811 чел/км². Община Нгоккхе имела площадь 30,80 кв. км², население 10 545 человек, плотность населения 342 чел/км².
16 октября 2019 г. было принято Постановление 786/NQ-UBTVQH14 об устройстве административных единиц общинного уровня в провинции Тханьхоа (вступило в силу с 1 декабря 2019 г.). В состав города Нгоклак вошли:
- 30.80 км² территории и 10 545 жителей общины Нгок Кхе (полностью);
- 0,86 км² территории и 2 110 жителей общины Тхюишон;
- 1,74 км² территории и 1b386 жителей общины Куангчунг.